# Clandestine Blaze
Clandestine Blaze es un proyecto de black metal creado en 1998 por su único integrante Mikko Aspa (conocido por su trabajo en Deathspell Omega), originario de Lahti, Finlandia. Posee un sonido rudo parecido al black metal de principios de los años 90. Su música es creada con temas que hablan acerca de la misantropía, la guerra y su inconformidad ante el cristianismo, así como temas más polémicos como perversiones, el racismo, supremacismo blanco, darwinismo social y antisemitismo. Se conoce muy poco acerca de esta banda y no cuentan con un sitio web oficial.

## Historia
Mikko Aspa actualmente es el vocalista de la banda francesa Deathspell Omega y está relacionado con varios proyectos, tales como Stabat Mater, Creamface, Fleshpress, A.M., Grunt, Clinic of Torture, Alchemy of the 20th Century, Vapaudenristi y Nicole 12.
Mikko es el dueño de Northern Heritage, un sello discográfico bajo el cual han salido a la venta discos de Baptism, Behexen, Deathspell Omega, Drudkh, Hate Forest, Ildjarn y Satanic Warmaster entre otros.
También es dueño de CF Productions los cuales producen la revista Erotic Perversion y los videos de Public Obscenities. El sello de Power-Electronic/Noise, Freak Animal, pertenece igualmente a Mikko Aspa.

## Polémicas y relación a la extrema derecha
Mikko Aspa es a día de hoy una figura controvertida, y uno de los motivos son sus vínculos al Black Metal Nacional Socialista o NSBM como se lo conoce en sus siglas anglosajonas, cosa que se volvió evidente debido a las letras de sus proyectos Clandestine Blaze y Vapaudenristi con contenido racista, antisemita, xenófobo y supremacista blanco. Su tienda de discos Sarvilevyt en Lahti, la cual también es la base de sus sellos discográficos Northern Heritage y Freak Animal, vende discos y merchandising de bandas de Black Metal Nacional Socialista y RAC, además de literatura neonazi. Aspa también organizó un concierto benéfico para Jesse Eppu Torniainen, militante de la rama finlandesa del Movimiento de Resistencia Nórdico que fue condenado a prisión por matar a un paseante durante una manifestación de extrema derecha. 
Durante una entrevista para la revista neonazi sueca Midgård, Aspa dijo La mayoría de mis letras reflejan mi visión del mundo. Algunas son directas, otras más simbólicas. No soy dogmático en política. Estoy en contra de la globalización, la alienación desarraigada, la invasión descontrolada de poblaciones extranjeras, el trastorno marxista y la influencia sionista.
Su proyecto de power electronics Nicole 12 también ha sido objeto de controversias debido a sus letras con contenido de depredación sexual. La portada del álbum Substitute (de Nicole 12) aparenta mostrar una fotografía de una menor de edad desnuda; aunque Aspa reconoció que es la portada "más controvertida" del proyecto, afirma que la imagen es en realidad de una mujer de 27 años pero muy distorsionada para causarle a los oyentes la sensación de que estuvieran haciendo algo malo.
Todo esto ha llevado a que varias bandas fichadas por Northern Heritage o que de alguna forma han colaborado con Mikko Aspa, hayan sido exesivamente escrutadas por estar ligadas a él, siendo los casos más conocidos los de Mgła, Deathspell Omega o Dominick Fernow.

## Discografía

### Álbumes
- 1999 - Fire Burns in Our Hearts
- 2000 - Night of the Unholy Flames
- 2002 - Fist of the Northern Destroyer
- 2004 - Deliverers of Faith
- 2006 - Church of Atrocity
- 2023 - Resacralize the Unknown

### Split Albums
- 2001 - Clandestine Blaze / Deathspell Omega - Split con Deathspell Omega
- 2004 - Clandestine Blaze / Satanic Warmaster - Split con Satanic Warmaster
- 2005 - Crushing the Holy Trinity (Son) - Split con Musta Surma

### Sencillos
- 1999 - On the Mission
- 2006 - Nation of God / Altar of Perversion

### Demos y Bootlegs
- 1998 - Promo '98
- 2001 - There Comes the Day...
- 2002 - Below the Surface of Cold Earth
- 2002 - Blood and Cum
- 2002 - Goat - Creative Alienation

- Datos: Q3270948